# 邦達努鎮
邦達努鎮（英語：Bundanoon）是一個位於澳洲新南威爾士州的城鎮。在2016年，邦達努鎮共有2,729名居民。邦達努鎮建成於1969年12月19日 。

## 禁售瓶裝水
在2009年7月，邦達努鎮的一個組織The Bundy on Tap campaign發起要求禁止售賣即棄式瓶裝水，後來在7月9日，超過350名居民投票通過制定禁售瓶裝水的法令，商界需售賣可循環再用的瓶裝水，成為全球首宗禁售瓶裝水的法例。